# Куприн, Иван Иванович
Ива́н Ива́нович Купри́н (1834 — 1871) — отец русского и советского писателя Александра Ивановича Куприна, муж Любови Алексеевны Куприной.

## Биография
Иван Куприн родился в 1834 году в семье лекарского ученика Ивана Дементьевича Куприна. У Ивана Ивановича Куприна была сестра — Екатерина Ивановна Куприна, взявшей себе фамилию Иванова, после выхода за муж. По сведениям из служебного аттестата Иван Иванович Куприн учился в Темниковском уездном училище. В 1847 году 13-летний Иван вступил в службу канцелярским служащим 3-го разряда в Спасский уездный суд. В 1850 году Куприн был переведён в регистраторы. В 1855 году по его прошению он был назначен письмоводителем в городскую больницу г.

 Спасска. 23 июля 1858 года Иван Иванович Куприн был повенчан с Любовью Алексеевной Кулунчаковой. В 1860 году снова же по его собственному прошению был переведён письмоводителем Наровчатского уездного предводителя дворянства и переехал в свой родной Наровчат. В 1871 году, вскоре после рождения будущего писателя Иван Иванович Куприн скончался от холеры.